# Port Deposit (Maryland)
Port Deposit es un pueblo ubicado en el condado de Cecil en el estado estadounidense de Maryland. En el año 2010 tenía una población de 653 habitantes y una densidad poblacional de 151,86 personas por km².

## Geografía
Port Deposit se encuentra ubicado en las coordenadas 39°36′39″N 76°6′1″O / 39.61083, -76.10028.

## Demografía
Según la Oficina del Censo en 2000 los ingresos medios por hogar en la localidad eran de $45.781 y los ingresos medios por familia eran $45.438. Los hombres tenían unos ingresos medios de $49.821 frente a los $38.333 para las mujeres. La renta per cápita para la localidad era de $25.065. Alrededor del 24,9% de la población estaba por debajo del umbral de pobreza.